# Rei Yonezawa
Rei Yonezawa (米澤 令衣 Yonezawa Rei?), född 20 juli 1996 i Osaka prefektur, är en japansk fotbollsspelare.
Yonezawa började sin karriär 2015 i Cerezo Osaka. 2015 blev han utlånad till Blaublitz Akita. 2017 blev han utlånad till Renofa Yamaguchi FC. 2019 flyttade han till Kagoshima United FC.